# ピート・コズマ
ピーター・マイケル・コズマ（Peter Michael Kozma, 1988年4月11日 - ）は、 アメリカ合衆国オクラホマ州タルサ出身のプロ野球選手（内野手）。右投右打。北米独立リーグ・アメリカン・アソシエーションのカンザスシティ・モナークス所属。

## 経歴

### プロ入りとカージナルス時代
2007年のMLBドラフト1巡目（全体18位）でセントルイス・カージナルスから指名され、プロ入り。
2011年5月18日のヒューストン・アストロズ戦で代打として出場し、メジャーデビューを果たした。
2012年は8月31日に故障者リスト入りのラファエル・ファーカルに代わってメジャー昇格した。傘下のAAA級メンフィス・レッドバーズでは打率.232だったが、昇格後は打撃好調で26試合で打率.333を記録した。ワシントン・ナショナルズとの地区シリーズ第5戦では9回表に決勝の2点適時打を放った。
2015年11月2日に40人枠から外れ、6日にFAとなった。

### ヤンキース時代
2015年11月30日にニューヨーク・ヤンキースとマイナー契約を結び、2016年のスプリングトレーニングに招待選手として参加することになった。
2016年は傘下のAAA級スクラントン・ウィルクスバリ・レイルライダースでプレーし、130試合に出場して打率.209、2本塁打、32打点、11盗塁を記録した。
2017年4月2日にメジャー契約を結んで40人枠入りした。4月28日に開幕から故障者リスト入りしていた正遊撃手のディディ・グレゴリウスの復帰により、DFAとなった。

### レンジャーズ時代
2017年4月30日にウェイバー公示を経てテキサス・レンジャーズへ移籍した。7月20日にDFAとなり、23日にマイナー契約でAAA級ラウンドロック・エクスプレスへ降格した。8月13日に自由契約となった。

### タイガース時代
2018年1月9日にデトロイト・タイガースとマイナー契約を結び、同年のスプリングトレーニングに招待選手として参加することになった。開幕は傘下のAAA級トレド・マッドヘンズで迎え、5月8日にメジャー契約を結んでアクティブ・ロースター入りした。6月1日にDFAとなり、4日にマイナー契約でAAA級トレドへ配属された。9月14日にメジャー契約を結んでアクティブ・ロースター入りした。この年メジャーでは27試合に出場して打率.217、1本塁打、8打点を記録した。レギュラーシーズン終了後の10月24日にFAとなったが、11月9日にマイナー契約で再契約した。
2019年はAAA級トレドでプレーし、88試合に出場して打率.263、7本塁打、51打点、2盗塁を記録した。オフの11月4日にFAとなった。

### ブレーブス傘下時代
2019年11月19日にアトランタ・ブレーブスとマイナー契約を結び、2020年のスプリングトレーニングに招待選手として参加することになった。
2020年は新型コロナウイルスの影響でマイナーリーグの試合が開催されず、メジャーにも昇格しなかったため、公式戦の出場は無かった。オフの11月2日にFAとなった。

### アスレチックス時代
2020年11月18日にオークランド・アスレチックスとマイナー契約を結び、2021年のスプリングトレーニングに招待選手として参加することになった。
2021年は5月のマイナーリーグ開幕から傘下のAAA級ラスベガス・アビエイターズでプレーし、113試合に出場して打率.244、4本塁打、40打点、6盗塁を記録した。10月1日にメジャー契約を結んでアクティブ・ロースター入りした。この年メジャーでは3試合に出場して打率.091だった。レギュラーシーズン終了後の10月18日にマイナー契約でAAA級ラスベガスへ配属された。10月19日にFAとなった。

### 独立リーグ時代
2022年4月9日にアメリカン・アソシエーションのカンザスシティ・モナークスと契約した。

## 詳細情報

### 年度別打撃成績
| 年 度    | 球 団    | 試 合 | 打 席 | 打 数 | 得 点 | 安 打 | 二 塁 打 | 三 塁 打 | 本 塁 打 | 塁 打 | 打 点 | 盗 塁 | 盗 塁 死 | 犠 打 | 犠 飛 | 四 球 | 敬 遠 | 死 球 | 三 振 | 併 殺 打 | 打 率 | 出 塁 率 | 長 打 率 | O P S |
| -------- | -------- | ----- | ----- | ----- | ----- | ----- | -------- | -------- | -------- | ----- | ----- | ----- | -------- | ----- | ----- | ----- | ----- | ----- | ----- | -------- | ----- | -------- | -------- | ----- |
| 2011     | STL      | 16    | 22    | 17    | 2     | 3     | 1        | 0        | 0        | 4     | 1     | 0     | 0        | 1     | 0     | 4     | 0     | 0     | 4     | 0        | .176  | .333     | .235     | .569  |
| 2012     | STL      | 26    | 82    | 72    | 11    | 24    | 5        | 3        | 2        | 41    | 14    | 2     | 0        | 1     | 2     | 7     | 1     | 0     | 19    | 4        | .333  | .383     | .569     | .952  |
| 2013     | STL      | 143   | 448   | 410   | 44    | 89    | 20       | 0        | 1        | 112   | 35    | 3     | 1        | 1     | 3     | 34    | 8     | 0     | 91    | 6        | .217  | .275     | .273     | .548  |
| 2014     | STL      | 14    | 26    | 23    | 4     | 7     | 3        | 0        | 0        | 0     | 10    | 0     | 0        | 0     | 0     | 3     | 0     | 0     | 4     | 0        | .304  | .385     | .435     | .819  |
| 2015     | STL      | 76    | 111   | 99    | 15    | 15    | 0        | 0        | 0        | 15    | 2     | 3     | 1        | 1     | 0     | 10    | 2     | 1     | 21    | 0        | .152  | .236     | .152     | .388  |
| 2017     | NYY      | 11    | 10    | 9     | 2     | 1     | 0        | 0        | 0        | 1     | 0     | 0     | 0        | 0     | 0     | 1     | 0     | 0     | 2     | 0        | .111  | .200     | .111     | .311  |
| 2017     | TEX      | 28    | 41    | 36    | 4     | 4     | 0        | 0        | 1        | 7     | 2     | 0     | 1        | 1     | 0     | 2     | 0     | 2     | 18    | 0        | .111  | .200     | .194     | .394  |
| '17計    | TEX      | 39    | 51    | 45    | 6     | 5     | 0        | 0        | 1        | 8     | 2     | 0     | 1        | 1     | 0     | 3     | 0     | 2     | 20    | 0        | .111  | .200     | .178     | .378  |
| 2018     | DET      | 27    | 73    | 69    | 7     | 15    | 4        | 1        | 1        | 24    | 8     | 0     | 1        | 1     | 1     | 2     | 0     | 0     | 15    | 2        | .217  | .236     | .348     | .584  |
| 2021     | OAK      | 3     | 12    | 11    | 0     | 1     | 0        | 0        | 0        | 1     | 0     | 0     | 0        | 0     | 0     | 1     | 0     | 0     | 4     | 0        | .091  | .167     | .091     | .258  |
| MLB：8年 | MLB：8年 | 344   | 825   | 746   | 89    | 159   | 33       | 4        | 5        | 215   | 62    | 8     | 4        | 6     | 6     | 64    | 11    | 3     | 178   | 12       | .213  | .276     | .288     | .564  |

- 2021年度シーズン終了時

### 背番号
- 47（2011年）
- 38（2012年 - 2015年、2017年4月 - 同年終了、2021年）
- 30（2017年 - 2017年4月）
- 33（2018年）